# Fully Loaded
Fully Loaded är ett samlingsalbum av L.A. Guns. Låtarna är endast tagna från två av deras album; Man In The Moon (2001) och Walking The Dead (2002).

## Låtlista
1. Man in the Moon - 4:43
2. Beautiful - 4:19
3. Spider's Web - 4:36
4. Hypnotized - 3:26
5. City of Angels - 3:42
6. Don't Look at Me That Way - 4:03
7. Waking the Dead - 3:25
8. Revolution - 3:28
9. Frequency - 4:41
10. Psychopathic Eyes - 3:04

1-4: Man In The Moon 5-10: Walking The Dead